# Detectivul Kyx
Detectivul Kyx este un film românesc din 1986 regizat de Mihai Șurubaru.